# Ca l'Ambornà
Ca l'Ambornà és una obra de Santa Margarida i els Monjos (Alt Penedès) inclosa a l'Inventari del Patrimoni Arquitectònic de Catalunya.

## Descripció
És una masia de planta quadrangular composta de planta baixa, planta pis i golfes. Coberta a dos vessants. Porta d'entrada frontal adovellada, i finestrals amb brancals, ampits i llindes de pedra. Arqueries a les golfes. Carreus de pedra picada a les cantonades. Contraforts laterals. Tancada per un gran baluard. Edificis agrícoles annexes.

## Història
Hi ha una inscripció del 1740 en una llinda de la finestra. El seu naixement segurament està relacionat amb la repoblació de la vinya, que el Penedès, succeí el segle xviii, i fou quan es crearen moltes masies i cases de pagès noves o se'n reformaren de velles.